# Eaea
«Eaea» — песня испанской певицы Бланки Паломы, выпущенная 20 декабря 2022 года. Песня была впервые представлена как конкурсная заявка певицы для участия в музыкальном фестивале в Бенидорме — Benidorm Fest 2023, где она одержала победу и получила право представлять Испанию на «Евровидении-2023». Бланка Палома исполнила композицию в финале конкурса 13 мая 2023 года в Ливерпуле и заняла 17 место.

## Создание и релиз

### Тема песни
Песня написана как «колыбельная» в жанре нового фламенко и посвящена бабушке Бланки Паломы, Кармен, которая, по её словам, оказала огромное влияние на всё творчество певицы. В композиции она обращается к слушателям от лица своей бабушки, говоря, что её похоронят на луне, откуда она будет видеть свою внучку каждую ночь, кроме одной, единственной ночи, когда луны нет.

### Музыкальное видео и стриминг
Песня вышла 20 декабря 2022 года, став доступной на стриминговых сервисах, а также для цифровой дистрибуции. Музыкальное видео на песню вышло 10 марта 2023 на официальном канале «Евровидения» на YouTube.

## Конкурс песни «Евровидение-2023»

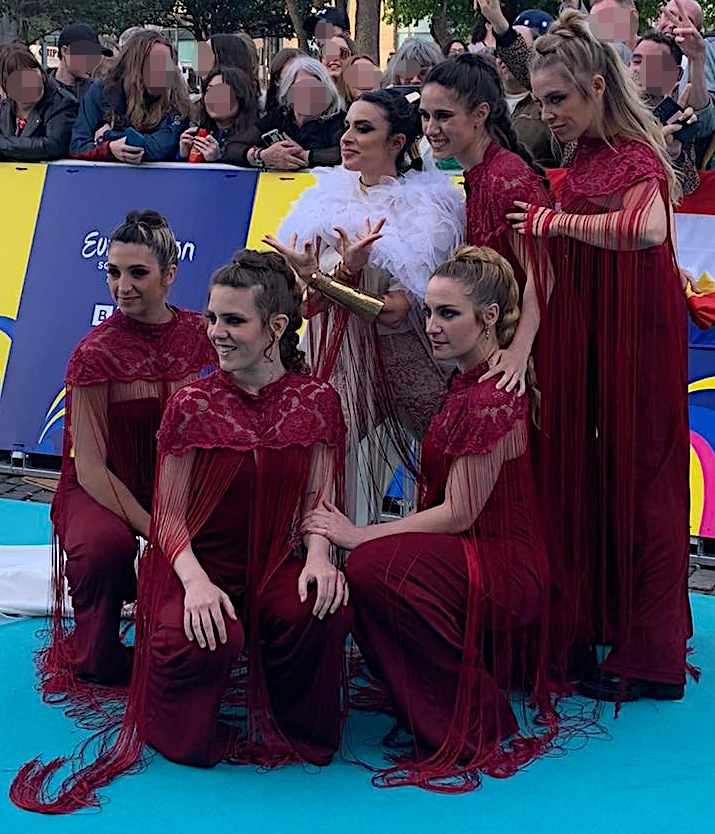
Бланка Палома с танцовщицами в Ливерпуле

### Benidorm Fest 2023
Как и в предыдущий год, в 2023 году Испания использовала конкурс Benidorm Fest для отбора представителя страны на «Евровидении-2023». Конкурс состоит из двух полуфиналов и одного финала. Всего в двух полуфиналах участвуют 18 песен-кандидатов. В каждом полуфинале четыре песни, набравшие наибольшее количество голосов среди профессионального жюри (50 %), демоскопического жюри (25 %) и голосования телезрителей (25 %), проходят в финал. В финале восемь песен, прошедших квалификацию, выступают снова, с той же системой голосования, что и в полуфинале. «Eaea» участвовала во втором полуфинале и выиграла его, набрав 167 баллов.
«Eaea» считалась фаворитом на победу в конкурсе согласно опросам зрителей на крупных фан-площадках связанных с «Евровидением», в том числе таких как Wiwibloggs и ESCUnited. Наряду с «Eaea» среди фаворитов конкурса также была композиция «Quiero arder», которую исполнил канарский певец Агоней. В финале песня Бланки Паломы заняла первое место, набрав 169 баллов в сумме и получив 94 балла жюри из 96 возможных, 40 баллов от зрителей из 40 возможных, и 35 баллов от демоскопического жюри из 40 возможных. Вторая песня-фаворитка конкурса, «Quiero arder», набрала 145 баллов в сумме и заняла второе место. Победа позволила Бланке Паломе стать представительницей Испании на конкурсе песни «Евровидение-2023».

### На «Евровидении»
Согласно правилам «Евровидения», все страны, за исключением принимающей страны и стран «Большой пятёрки» (Франция, Германия, Италия, Испания и Великобритания), должны пройти отбор в одном из двух полуфиналов, чтобы попасть в финал; десять лучших стран из каждого полуфинала проходят в финал. Испания, как член «Большой пятёрки», автоматически прошла квалификацию и участвовала в финале конкурса, который прошёл 13 мая 2023 года в Ливерпуле и заняла 17 место.

## Список композиций
| №  | Название | Длительность |
| -- | -------- | ------------ |
| 1. | «EAEA»   | 2:59         |